# Halal

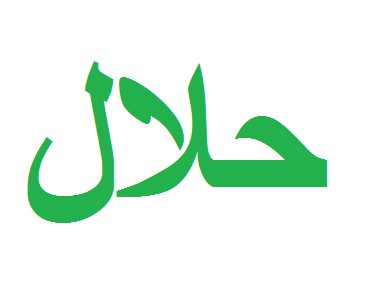
Ordet halal på arabiska.

Halal (حلال, ḥalāl, halaal) är benämningen på vad som är tillåtet inom islam och omfattar allt mänskligt handlande. Motsatsen till halal är haram. I icke-muslimska och/eller icke-arabisktalande länder förknippas termen oftast med reglerna om tillåtna livsmedel.
Begreppet halal omfattar alla typer av tillåtna handlingar en människa kan tänkas utföra. Alla handlingar kan kategoriseras som halal, tillåtet, eller haram, förbjudet. Inom halal kan handlingar även delas upp i fyra kategorier.
- Wajib, eller fard, kallas de handlingar som är en plikt gentemot Gud. Dessa handlingar kan antingen vara fard aini, vilket är plikten för varje enskild muslim att utföra, eller fard kifa'i', vilket är plikt för hela umman (den muslimska gemenskapen). Ett exempel på en enskild plikt är fastan (sawm). Är en plikt fard kifa'i räcker det att en inom umman utför denna, såsom exempelvis jihad.
- Den andra kategorin av handlingar kallas mandub och omfattar sådant som är förtjänstfullt att göra, men som inte straffas av Gud om det inte utförs. Ett exempel på detta är giftermål, vilket är något gott men inte en religiös plikt.
- Den tredje kategorin kallas mubah och innebär sådana handlingar som är likgiltiga inför Gud. Dessa handlingar är inte vare sig moraliskt förtjänstfulla eller straffbara, utan neutrala.
- Den fjärde kategorin kallas makruh och omfattar de handlingar som inte är önskvärda, men inte heller förbjudna av Gud. Dessa handlingar är ingen direkt synd, men betraktas av Gud som frånstötande och kan ge utövaren ”minuspoäng”. Exempel på sådana handlingar är skilsmässa, och abort inom de första 120 dagarna av graviditeten.

## Livsmedel
Begreppet halal förknippas bland annat med reglerna om tillåtna livsmedel. Muslimer har en reglerad livsföring och all mat skall vara halal (tillåten). Förbjuden (haram) mat är bland annat "kött av självdöda djur, blod, svinkött och sådant kött som har slaktats i ett annat namn än Guds, samt vidare kött av djur som strypts, kvävts eller dödats genom ett hårt slag eller som fallit utför ett stup eller stångats ihjäl eller rivits av ett rovdjur." Kött från djur som inte har slaktats på föreskrivet sätt (medan det var vid liv) är även förbjudet liksom kött från djur som slaktats på hedniska offeraltare. Kött av rovdjur är även förbjuden mat.
I extrema situationer, som att man till exempel riskerar att dö av svält, är det tillåtet att äta förbjuden mat..
Andra livsmedel, såsom kex och mjölk, kan även halalcertifieras. Kostnaden för halalcertifiering skiljer sig åt. För ett utbud konfekt kan det räcka med mindre än 20 000 australiska dollar (cirka 117 000 svenska kronor) om året, men för en större slaktkoncern kan kostnaden bli 2,4 miljoner australiska dollar (drygt 14 miljoner svenska kronor) om året.

### Halalslakt
Enligt islamisk lag skall slakt av djur följa en föreskriven metod för rituell slakt för att djurets kött skall bli halal. Bland annat måste djuret vara mentalt närvarande när halspulsådern skärs av och djuret tappas på blod.
Enligt svensk lag skall djur alltid bedövas innan slakt.
Inom islam kallas traditionell muslimsk slakt dhabh eller dhabiha och på svenska "halalslakt" eller, gemensamt med "kosherslakt", "skäktning"..
I flera andra länder är skäktning utan bedövning precis som i Sverige förbjudet med hänvisning till djurskyddet, till exempel på Island, i Nederländerna, Schweiz, Norge, och Danmark, där reglerna infördes år 2014. Landets livsmedelsminister kommenterade då att Danmark inte ville förbjuda religiös slakt, utan se till att slakten sker på ett sätt som är förenligt med rådande djurskydd .
I andra länder som USA, England, Skottland och Sydafrika är skäktning tillåten och skyddas av lagstiftning som värnar om religionsfrihet. Skäktningens juridiska status beskrivs i artikeln Skäktning.
De flesta muslimer i Sverige accepterar bedövning med elektricitet eller med bultpistol eftersom djuret i båda fallen inte dör innan avblodningen. Elbedövningen ger dessutom inte heller några skador på djuret. Bedövningens syfte är bland annat att förebygga smärta och lidande under snittning av halsen och bedövningens effekt gör det även möjligt att avbloda djuret utan att placera det i en fasthållningsanordning under längre tid.